# Onthophagus perniger
Onthophagus perniger är en skalbaggsart som beskrevs av Antoine Boucomont 1930. Onthophagus perniger ingår i släktet Onthophagus och familjen bladhorningar. Inga underarter finns listade i Catalogue of Life.